# Lambert Bos

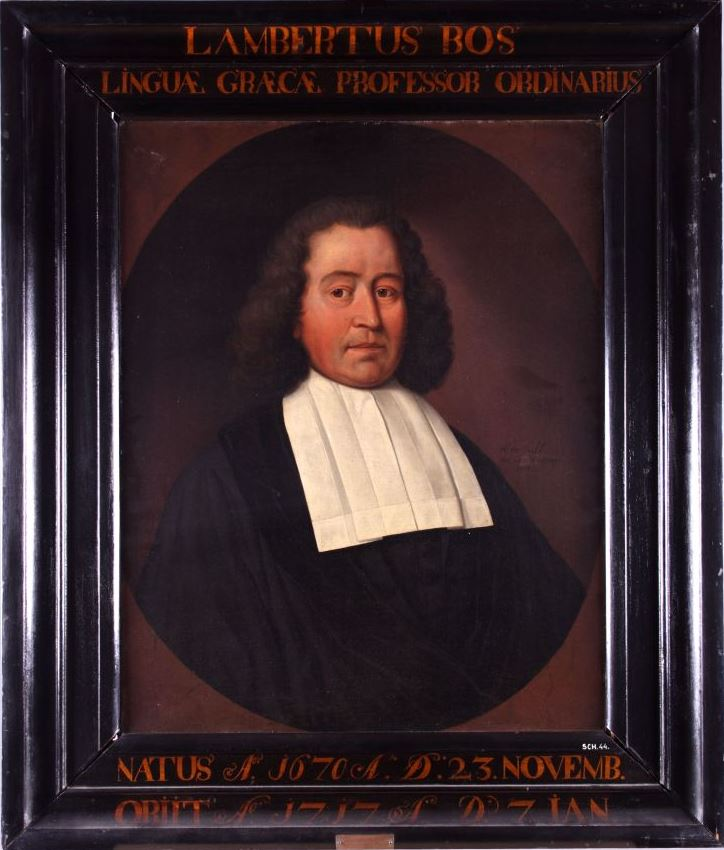
Lambert Bos

Lambert Bos, född den 23 oktober 1670, död den 6 januari 1717, var en nederländsk filolog.
Bos, som var professor vid universitetet i Franeker, utgav bland annat Ellipses graecae (1702) och Vetus testamentum ex versione septuaginta interpretum (1709).